# Bomolocha profecta
Bomolocha profecta là một loài bướm đêm trong họ Noctuidae.